# Campanus de Novare
Pour les articles homonymes, voir Campanus.
Ne doit pas être confondu avec Johannes Campanus.
Johannes Campanus de Novare (en italien Giovanni Campano) (vers 1220-1296) est un astrologue et mathématicien italien connu pour sa traduction en latin des Éléments d'Euclide. En astrologie, on lui attribue le système de domification qui porte son nom.

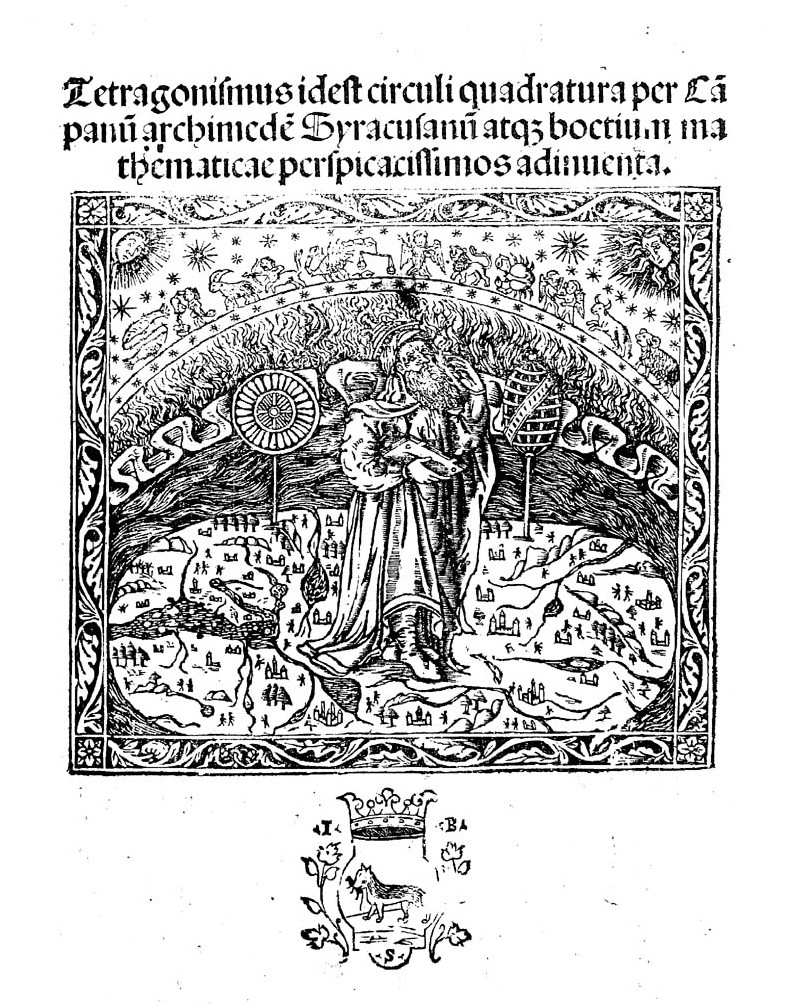
Tetragonismus idest circuli quadratura, 1503.

## Biographie
Il servit le pape Urbain IV en tant que chapelain et le pape Boniface VIII en tant que médecin particulier. Il voyagea en Arabie et en Espagne.
En 1260, Campanus publia une traduction en latin des Elementa geometriæ d'Euclide. Cette traduction était elle-même issue d'une traduction en arabe[réf. nécessaire] du texte grec. Il est probable que Campanus ait consulté la traduction latine d'Euclide d'Adélard de Bath, écrite vers 1120. La paternité de cette œuvre lui fut fortement contestée au XIXe siècle par Guillaume Libri. La traduction attribuée à Campanus fut recopiée pendant deux siècles, avant d'être imprimée à Venise en 1482 sous le titre de  Preclarissimus liber elementorum Euclidis.
Dans le domaine de l'astronomie, il composa une Theorica Planetarum, traité dans lequel il s'agissait d'expliquer le mouvement des planètes autour de la Terre à partir de mouvements circulaires. Il y donna également des instructions pour construire un planétarium, ce qui était une première dans l'Europe médiévale. Campanus s'attacha aussi à calculer les durées de rétrogradation de chacune des planètes. Il tirait ses données planétaires de l'Almageste de Ptolémée et des Tables de Tolède de l'astronome arabe Arzachel. Campanus donna des instructions précises pour l'emploi de ces tables, et produisit des calculs détaillés des distances relatives des planètes et de leurs tailles relatives.
Campanus écrivit encore d'autres traités : Tractatus de Sphaera, De computo ecclesiastico et un Calendarium.
Son ouvrage De computo ecclesiastico (ou aussi Computus major, vers 1261-1264), dédié au pape Urbain IV ne fait aucune référence aux horloges, ce qui a conduit les historiens à avancer que les horloges n'apparurent en Europe qu'après 1280.
Son contemporain Roger Bacon le considérait comme un mathématicien éminent. Il fut également connu de Guillaume Gosselin, sous le nom d'Apulée Campan, comme un des précurseurs de l'arithmétique.
Le cratère Campanus, sur la Lune, lui a été dédié.

## La domification selon Campanus
Le système de domification de Campanus consiste à diviser les quatre dièdres droits compris entre les plans de l'horizon céleste et du méridien céleste en trois dièdres égaux de 30 degrés chacun. Ces dièdres ont pour arête la méridienne (intersection des plans de l'horizon et du méridien) et coupent la sphère céleste selon des grands cercles, dits cercles de domitude. Le premier vertical étant perpendiculaire à l'horizon céleste et au méridien, ces dièdres ou ces cercles de domitude divisent aussi le premier vertical en arcs égaux de 30 degrés. Les intersections des cercles de domitude et de l'écliptique sont les cuspides des maisons, lesquelles sont généralement d'étendues inégales quand elles ne sont pas opposées. Attribuée à Campanus par Regiomontanus (qui propose sa propre méthode en réaction), cette méthode de domification était déjà connue deux siècles auparavant par al-Biruni, et pratiquée en Europe latine au XIIe siècle.

## Crédit d'auteurs
- (en) Cet article est partiellement ou en totalité issu de l’article de Wikipédia en anglais intitulé « Campanus of Novara » (voir la liste des auteurs).